# Бектимирова, Надежда Николаевна
Наде́жда Никола́евна Бектими́рова (род. 27 апреля 1952, Хмельник, УССР, СССР) — советский и российский историк-востоковед. Доктор исторических наук, профессор. Является ведущим российским востоковедом по проблемам новейшей истории и политического развития Камбоджи, одним из первых отечественных ученых, обратившихся к изучению роли буддизма в общественно-политической жизни стран Юго-Восточной Азии в постколониальный период.
Активно занимается разработкой проблем политологии Востока, в частности, изучением традиционной политической культуры и моделей демократии в странах Индокитая. Одна из авторов «Большой Российской энциклопедии» и энциклопедии «Философия буддизма».

## Биография
Родилась в семье военнослужащего. Среднее образование получила в московской спецшколе № 7 с преподаванием ряда предметов на английском языке (1969).
В 1974 году окончила с отличием Институт стран Азии и Африки, в 1979 году — там же заочную аспирантуру, защитив кандидатскую диссертацию «Роль буддийской сангхи в общественно-политической жизни Кампучии в 1953—1975 гг.» под руководством проф. Д. В. Деопика. С 1994 года доктор исторических наук — диссертация «Историческая эволюция традиционной политической культуры кхмеров и её роль в развитии современного камбоджийского общества (50-70-е гг. XX века)».
Работает в ИСАА МГУ с 1974 г.: переводчик (1974—1977), преподаватель (1977—1989), доцент (1989—1996), профессор (с 1996). Заведующая кафедрой истории стран Дальнего Востока и Юго-Восточной Азии с 2006 года. Член Ученого совета ИСАА МГУ, член диссертационного совета Д.501.002.04 при МГУ, член методического совета исторического отделения ИСАА МГУ (с 2006).
Область научных интересов включает новейшую историю, политическую культуру, общественную мысль, социально-политическое развитие Камбоджи; буддизм и религиозную ситуацию в странах Индокитая, а также проблемы демократизации стран Индокитая. Разработала и читает курсы по Камбодже: новейшая история, история общественной мысли, история религий, историография, этнология, политическая система, социальная структура, а также буддизм и его роль в общественно-политической жизни стран Азии.
Член Ассоциации Британских исследований ЮВА (с 2013 г.), ответственный редактор серии кафедральных сборников статей по проблемам политического развития стран ЮВА. Автор более 150 научных работ.

## Награды и премии
- Почётное звание «Заслуженный профессор Московского университета» (2009)[4].

## Научные труды

### Монографии и учебные пособия
- Бектимирова Н. Н. Буддийская сангха в независимой Кампучии. М.: Наука, 1981. 180 с.
- Бектимирова Н. Н.Кризис и падение монархического режима в Камбодже. М.: Наука, 1987. 238 с.
- Бектимирова Н. Н., Селиванов И. Н. Королевство Камбоджа: политическая история 1953—2002. М.: Гуманитарий, 2002. 352 с.
- Бектимирова Н. Н., Дольникова В. А. Камбоджа и Таиланд: тенденции политического развития (1980—2000). М.: Гуманитарий, 2007. 225 с.
- История религии. Учебник. 3-е изд., испр. и доп. Т. 2. М.: Высшая школа, 2007. 677 с. (совм. с Ф. М. Ацамба, С. А. Кириллиной, А. Л. Сафроновой и др.).
- Бектимирова Н. Н., Дольникова В. А. Альтернативные пути демократизации на примере Камбоджи и Таиланда. М.: Ленанд, 2008. 315 с. (совм. с Дольниковой В. А.).
- Основы религиоведения. М.: Высшая школа, 2008. 479 с. (совм. с И. Н. Яблоковым, Ф. М. Ацамба, С. А. Кириллиной и др.).
- Бектимирова Н. Н. Религиоведение: учебник для бакалавров. / Под ред. И. Н. Яблокова. М.: Юрайт, 2012. 479 с. (совм. с И. Н. Яблоковым, Ф. М. Ацамба, А. Л. Сафроновой).
- Бектимирова Н. Н., Липилина И. Н., Левтонова Ю. О. Межэтнические отношения в странах Юго-Восточной Азии. М.: Lambert Academic Publishing, 2013. 88 с.
- Бектимирова Н. Н. Политические системы стран Юго-Восточной Азии. М.: Ленанд, 2014. 246 с. (совм. с Липилиной И. Н., Ефимовой Л. М. и др.).
- История религии. Учебник. 4-е изд., испр. и доп. Т. 2. М.: Юрайт, 782 с. (совм. с Ф. М. Ацамба, С. А. Кириллиной, А. Л. Сафроновой и др.).

### Статьи
в журналах
- Бектимирова Н. Н. Историческая эволюция традиционной политической культуры кхмеров и её роль в развитии современного камбоджийского общества (50-70-е гг. XX века). — Автореф. дис. … д-ра ист. наук. 1993
- Бектимирова Н. Н. Социо-психологический портрет кхмеров. // Вестник Московского университета. Серия 13. Востоковедение. 1995. № 3.
- Бектимирова Н. Н. Культ «неак-та» в системе власти в Камбодже. // Вестник Московского университета. Серия 13. Востоковедение. 1996. № 4.
- Бектимирова Н. Н. Камбоджа 90-х: буддизм и политика. // Вестник Московского университета. Серия 13. Востоковедение. 1998. № 3.
- Бектимирова Н. Н. Политическая ситуация 90-х годов в свете традиционной политической культуры кхмеров. // Вестник Московского университета. Серия 13. Востоковедение. 1998. № 2.
- Бектимирова Н. Н. Top monks and AIDS. — The Phnom Penh Post 2000
- Бектимирова Н. Н. The religious situation in Cambodia in the 1990s. — Religion, State and Society, издательство Carfax Publishing Ltd. (United Kingdom), 2002. Т. 30, № 1 DOI
- Бектимирова Н. Н. Влияние традиционной политической культуры на легитимацию власти в странах Востока (на примере Камбоджи). — Вестник Московского университета. Серия 25. Международные отношения и мировая политика. 2009. № 2. С. 69—86.
- Бектимирова Н. Н. Road to a Settlement in Cambodia. // International Affairs, № Russia-ASEAN Special Issue. 2010
- Бектимирова Н. Н. Общий путь к урегулированию в Камбодже. // Международная жизнь, № Специальный выпуск Россия — АСЕАН. 2010
- Бектимирова Н. Н. Камбоджа прощается с Нородомом Сиануком. 2012
- Бектимирова Н. Н. Взаимодействие буддийской сангхи и власти в Камбодже в XXI в. // Восток. Афро-азиатские общества: история и современность. 2012. № 3. С. 68-79.
- Бектимирова Н. Н. Международный трибунал над «красными кхмерами» как механизм реализации правосудия переходного периода // Вестник Московского университета. Серия 25. Международные отношения и мировая политика. 2012. № 2. С. 87-103.
- Бектимирова Н. Н. Особенности процесса демократизации в Камбодже и его будущее в 21 в. // Восточная аналитика. 2012. С. 39-47
- Бектимирова Н. Н. Буддийская сангха в Камбодже в 1970—1974 гг. // Вестник Московского университета. Серия 13. Востоковедение. 1977. № 2.
- Бектимирова Н Н. Возродившиеся праздники. // Азия и Африка сегодня. 1981. № 7.
- Бектимирова Н. Н. Новый этап в развитии буддизма в Кампучии. // Азия и Африка сегодня. 1981. № 10.
- Бектимирова Н. Н. История Кампучии. // Азия и Африка сегодня. 1982. № 3.
- Бектимирова Н. Н. Кампучия на пути к социализму. // Восток. Афро-азиатские общества: история и современность. 1985. № 3.
- Бектимирова Н. Н. Буддизм и политика в Камбодже. // Вестник Московского университета. Серия 13. Востоковедение. 1991. № 4.
- Бектимирова Н. Н., Дольникова В. А., Новакова О. В. Политика обновления в странах Индокитая: Вьетнам, Лаос, Камбоджа (80-90-е гг.). // Вестник Московского университета. Серия 13. Востоковедение. 1991. № 2.
- Новакова О. В., Бектимирова Н. Н., Дольникова В. А. Политика обновления в странах Индокитая: Вьетнам, Лаос, Камбоджа (вторая половина 80-х — начало 90-х годов XX в.). // Вестник Московского университета. Серия 13. Востоковедение. 1992. № 2.
- Бектимирова Н. Н., Дольникова В. А. Буддизм в Таиланде. // Вестник Московского университета. Серия 13. Востоковедение. 1998. № 4.

в сборниках
- Бектимирова Н. Н. Сангха и идейно-политическая борьба в Кампучии в первой половине 70-х гг. // Место религии в идейно-политической борьбе развивающихся стран. М.: Наука, 1978
- Бектимирова Н. Н. О религиях в странах ЮВА. // Религии мира. Ежегодник. М.: Наука, 1983
- Бектимирова Н. Н. Экономгеография Кампучии. // Экономическая география стран Юго-Восточной Азии. М.: МГУ, 1983
- Бектимирова Н. Н. Некоторые аспекты аграрной политики НРПК. — Аграрная политика и проблемы кооперирования крестьянства в социалистических странах Индокитая. М.: ИВ РАН, 1984
- Бектимирова Н. Н. Экономика, образование, религия, архитектура, кинематограф Кампучии. // Кампучия. Справочник. М.: Восточная литература, 1985
- Бектимирова Н. Н. Роль религии в общественно-политической жизни Кампучии. // Религия в социалистических странах Азии. М.: ИВ РАН, 1986
- Бектимирова Н. Н. Экономика Кампучии. — Экономика стран ЮВА. М.: МГУ, 1989
- Бектимирова Н. Н. Некоторые аспекты взаимовлияния модернизации общества и трансформации буддизма на примере Кампучии. // Первый советско-французский симпозиум по ЮВА. М.: ИВ РАН,

1989
- Бектимирова Н. Н. Влияние традиционных факторов на формирование современной политической культуры кхмеров. // Второй советско-французский симпозиум по ЮВА. М., том 2. 1993
- Бектимирова Н. Н. История Камбоджи. // Политическая история государств Азии и Северной Африки в XX в. М., том 2. 1996
- Бектимирова Н. Н. Монархия в политической системе Камбоджи (50-90-е гг. XX в.). // Проблемы истории государства и права. Серия Зарубежные страны. М., том 1. 1996
- Бектимирова Н. Н. Монархия в традиционной политической культуре кхмеров. // Политическая культура стран Азии и Африки. М.: МГИМО, 1996
- Бектимирова Н. Н. Введение. // Индокитай: 90-е годы. Редактор Бектимирова Н. Н. М.: Гуманитарий. 1999
- Бектимирова Н. Н. Камбоджа 90-х: особенности развития в контексте традиционной политической культуры кхмеров. — Проблемы преподавания и изучения истории зарубежных стран. Курск, том 1. 1999
- Бектимирова Н. Н. Особенности политического развития Камбоджи в 90-е гг. // Индокитай: 90-е годы. Редактор Бектимирова Н. Н. М.: Гуманитарий, 1999
- Бектимирова Н. Н. Политическое развитие Королевства Камбоджа в 1993—2001 гг. // Индокитай на рубеже веков. Редактор Бектимирова Н. Н. М.: Гуманитарий, 2001
- Бектимирова Н. Н. Камбоджа: проблемы политической эволюции (1993—2003 гг.) — Индокитай: тенденции развития. Серия 1. Редактор Бектимирова Н. Н. М.: Гуманитарий, 2003. С. 97-120.
- Бектимирова Н. Н. Monarchy in the Khmer political culture. — Russian Oriental Studies. Brill Leiden, Netherlands, 2004 р. 3-22.
- Бектимирова Н. Н. Политическая кхмеров и её отражение в политико-экономическом развитии Камбоджи на рубеже веков. — Политическая культура и деловая этика стран Востока. Серия сборники Центра изучения современных проблем ЮВА и АТР ИСАА МГУ. Редактор Новакова О. В. М.: Ключ-С, том 1. 2006
- Бектимирова Н. Н. Буддизм в Индокитае. // История Религий. Под редакцией Яблокова И. Н. М.: Высшая школа, том 2. 2007
- Бектимирова Н. Н. К вопросу о деятельности неправительственных организаций в Камбодже в 90-е годы XX в. — начале XXI в. — Тихоокеанское обозрение 2006—2007. М.: Ключ — С, 2007
- Бектимирова Н. Н. Формирование национального самосознания кхмеров в первой четверти XX в. — Три четверти века. Д. В. Деопику — друзья и ученики. Серия «Памятники исторической мысли». Редактор Новакова О. В. М.: Памятники исторической мысли, том 1. 2007.
- Бектимирова Н. Н. Камбоджа. — Новая Российская энциклопедия Т. А. М.: ИНФРА-М, том 7. 2009
- Бектимирова Н. Н. Традиционные формы легитимации власти в политической жизни современной Камбоджи. — Юго-Восточная Азия: историческая память, этнокультурная идентичность и политическая реальность. Серия Губеровские чтения. М.: Ключ-С, том 1. 2009
- Бектимирова Н. Н. Закат роялистского движения в Камбодже. — Тихоокеанское обозрение 2008—2009. Редактор Новакова О. В. М.: Ключ-С, том 3. 2010
- Бектимирова Н. Н. Буддийская сангха в Камбодже на рубеже веков: процесс возрождения. — Юго-Восточная Азия: актуальные проблемы развития. М.: ИВ РАН, Выпуск XV, 2009—2010. 2011
- Бектимирова Н. Н. Институционализация «старой» политической элиты и её монополия на власть в Камбодже на рубеже веков. // Элиты стран Востока. М.: ИСАА МГУ им. Ломоносова Москва, том 1. 2011
- Бектимирова Н. Н. Политическая система Камбоджи. // Политические системы стран Юго-Восточной Азии. Ред. Бектимирова Н. Н. М.: Красанд, 2011
- Бектимирова Н. Н. Религиозный фактор в политической жизни Камбоджи. // Юго-Восточная Азия: актуальные проблемы развития. М.: ИВ РАН, 2011. том 1.
- Бектимирова Н. Н. Этническая мифология как фактор политической мобилизации кхмеров в XX в. — Межэтнические и межконфессиональные отношения в Юго-Восточной Азии. / Ред. Бектимирова Н. Н., Липилина И. Н. М.: Ключ-С, том 2. 2011. Серия Губеровские чтения.
- Бектимирова Н. Н. Буддизм в Индокитае. // Религиоведение: учебник для бакалавров. / Под ред. И. Н. Яблокова. М.: Юрайт, 2012. С. 327—330.
- Бектимирова Н. Н. Международный трибунал над «красными кхмерами» (История вопроса). // Юго-Восточная Азия: актуальные проблемы развития. Т. 19. М.: ИВ РАН, 2012. С. 264—284.
- Бектимирова Н. Н. Тенденции политического развития в Камбодже в 2012 г. // Юго-Восточная Азия: актуальные проблемы развития. том 18. М.: ИВ РАН, 2012. С. 128—152.
- Бектимирова Н. Н. (2013). Закат эпохи Нородома Сианука. — Тихоокеанское обозрение 2012—2013. М., с. 333—340.
- Бектимирова Н. Н. (2013). Камбоджа и Запад: особенности взаимодействия на рубеже веков. — Страны Юго-Восточной Азии и Запад: многообразие форм взаимодействия. Серия Губеровские чтения. Выпуск 3. М.: Тезаурус, том 3, с. 95-109.
- Бектимирова Н. Н. Парламентские выборы в Камбодже в 2013 г. // Юго-Восточная Азия: актуальные проблемы развития. том 20. М.: ИВ РАН, 2013.
- Бектимирова Н. Н. Гражданская протестная активность в Камбодже в 2013—2014 гг. — Юго-Восточная Азия: актуальные проблемы развития. Выпуск XXII. М.: ИВ РАН, 2014
- Бектимирова Н. Н. Камбоджа. — Политические системы стран Юго-Восточной Азии. Редактор Бектимирова Н. Н. М.: Красанд. 2014
- Бектимирова Н. Н. Некоторые штрихи к портрету камбоджийской оппозиции. — Юго-Восточная Азия: актуальные проблемы развития. том 24. М.: ИВ РАН, 2014. С. 73-78.
- Бектимирова Н. Н. Формирование режима электорального авторитаризма на примере Камбоджи. — Материалы IV международной научно-практической конференции: Научные исследования в сфере общественных наук: вызовы нового времени. Екатеринбург: Международный научный центр «Сфера общественных наук», 2014

### Энциклопедии
Большая Российская энциклопедия
- Камбоджа : [арх. 29 ноября 2022] / Д. В. Мосяков (Общие сведения, Население, Хозяйство), Н. Н. Алексеева (Природа), Н. Н. Бектимирова (Исторический очерк), В. В. Горбачёв (Вооружённые силы), В. С. Нечаев (Здравоохранение), Н. Н. Бектимирова (Средства массовой информации), Д. И. Еловков (Литература), Г. М. Сорокина (Изобразительное искусство и архитектура), М. В. Есипова (Музыка), Н. Г. Анарина (Танец и театр), Л. А. Седов (Танец и театр) // Исландия — Канцеляризмы [Электронный ресурс]. — 2008. — С. 584. — (Большая российская энциклопедия : [в 35 т.] / гл. ред. Ю. С. Осипов ; 2004—2017, т. 12). — ISBN 978-5-85270-343-9.
- Джайаварман II : [арх. 9 декабря 2022] / Бектимирова Н. Н. // Григорьев — Динамика [Электронный ресурс]. — 2007. — С. 624. — (Большая российская энциклопедия : [в 35 т.] / гл. ред. Ю. С. Осипов ; 2004—2017, т. 8). — ISBN 978-5-85270-338-5.
- Джаяварман VII : [арх. 17 октября 2022] / Бектимирова Н. Н. // Григорьев — Динамика [Электронный ресурс]. — 2007. — С. 624. — (Большая российская энциклопедия : [в 35 т.] / гл. ред. Ю. С. Осипов ; 2004—2017, т. 8). — ISBN 978-5-85270-338-5.
- Камбуджадеша : [арх. 19 октября 2022] / Бектимирова Н. Н. // Исландия — Канцеляризмы [Электронный ресурс]. — 2008. — С. 598. — (Большая российская энциклопедия : [в 35 т.] / гл. ред. Ю. С. Осипов ; 2004—2017, т. 12). — ISBN 978-5-85270-343-9.
- Кхиеу Самфан : [арх. 15 июня 2024] / Бектимирова Н. Н. // Крещение Господне — Ласточковые [Электронный ресурс]. — 2010. — С. 500. — (Большая российская энциклопедия : [в 35 т.] / гл. ред. Ю. С. Осипов ; 2004—2017, т. 16). — ISBN 978-5-85270-347-7.
- Хенг Самрин : [арх. 15 июня 2024] / Бектимирова Н. Н. // Хвойка — Шервинский [Электронный ресурс]. — 2017. — С. 27. — (Большая российская энциклопедия : [в 35 т.] / гл. ред. Ю. С. Осипов ; 2004—2017, т. 34). — ISBN 978-5-85270-372-9.

Философия буддизма. Энциклопедия
- Бектимирова Н. Н. Буддизм в Камбодже. // Философия буддизма. Энциклопедия. М.: Восточная литература, 2011. С. 851—863.